# Morten Bjerre
Morten Bjerre (født 22. maj 1972 i København) er en tidligere dansk håndboldspiller. Han stoppede sin karriere i Viborg HK i 2011. Han har haft en lang karriere i såvel danske som udenlandske klubber. I Danmark har han spillet for den nuværende ligaklub Ajax København, og i udlandet for de tyske Bundesliga-klubber Flensburg-Handewitt, THW Kiel samt HSV Hamburg. I 2004 vendte han hjem til dansk håndbold og Viborg HK.
Bjerre var i en årrække fast mand på det danske håndboldlandshold, hvor han står noteret for næsten 200 kampe.
I 2009 startede han sin trænerkarriere, som spillende assistenttræner for Viborg HK. Da han stoppede karrieren i selvsamme Viborg HK, blev han assistenttræner i Skjern Håndbold. Efter en enkelt sæson der, skiftede han til Aalborg Håndbold som assistenttræner. Da hans kontrakt udløb i 2014, blev det både et farvel til Aalborg Håndbold og trænertjansen. Morten mente, at det var tid til at prøve noget nyt, og samtidig få mere tid til familien og holde fri i weekenden.
Hans datter Cecilie Bjerre (de) spiller også håndbold.

## Eksterne links
- Spillerinfo Arkiveret 23. februar 2007 hos  Wayback Machine
- Aalborg Håndbold - Morten Bjerre
- Morten Bjerre kvitter håndbolden Arkiveret 20. juni 2015 hos  Wayback Machine